# LANDesk Service Desk
LANDesk Service Desk (ранее Touchpaper IT Business Management Suite) — коммерческий программный комплекс с закрытым кодом, предназначенный для автоматизации работы службы технической поддержки в соответствии с рекомендациями ITIL/ITSM.

## Краткая историческая справка
LANDesk Service Desk первоначально разработан компанией Touchpaper Software (Великобритания), которая специализировалась на реализации программных комплексов для служб Help Desk/Service Desk более 20 лет (дата основания компании Touchpaper Software — 1981 год). Первоначально продукт назывался Touchpaper HelpDesk, позволял регистрировать заявки на обслуживание ИТ инфраструктуры и отслеживать сроки их исполнения и был распространен в основном на территории Великобритании. К моменту выхода версии 6.0 в 2002 году) Touchpaper HelpDesk уже был инсталлирован в более чем 1500 компаний и поддерживал процессы ITIL Управление инцидентами, Управление изменениями и Управление уровнем услуг. В период с 2002 по 2005 годы Touchpaper HelpDesk претерпел значительные доработки в направлении возможностей комплексной автоматизации процессов технической поддержки в соответствии с методологией ITSM и был назван Touchpaper ITBM. За этот период серверная часть продукта была перенесена на платформу Microsoft .NET Framework, была реализована интеграция с Novell ZENworks и Novell eDirectory, позволяющая пользователям системы регистрироваться по технологии единого входа, а сотрудники технической поддержки получили возможность управлять персональными компьютерами непосредственно из консоли системы HelpDesk. Аналогичные интеграционные модули были реализованы для систем Microsoft SMS и LANDesk Management suite. В июне 2005 года компания Touchpaper анонсировала модуль Touchpaper ITBM Process manager, позволяющий строить схемы процессов технической поддержки графическими средствами. В сентябре 2005 года компании LANDesk и Touchpaper заключили соглашение в соответствии с которым компания Touchpaper стала эксклюзивным поставщиком ITSM решений для LANDesk. В июле 2008 года компания Touchpaper вошла в состав корпорации Avocent (сумма сделки составила около 45 млн долларов). Система Touchpaper ITBM вошла в линейку продуктов LANDesk под названием LANDesk Service Desk. Система входит в обзоры аналитической компании Gartner и имеет сертификаты на соответствие методологии ITIL V2 (7 процессов), V3 (14 процессов), V3.1 (15 процессов), V2011 (15 процессов),а также KCS.

## Техническая информация
LANDesk Service Desk реализован на базе технологии Microsoft .NET Framework и построен по архитектуре клиент/сервер. Серверные модули функционируют под управлением операционной системы Windows 2008 Server, Windows 2003 Server или Windows 2000 Server. В качестве СУБД поддерживаются Microsoft SQL Server или Oracle. LANDesk Service Desk поддерживает четыре типа консолей пользователя. Полнофункциональная консоль работает под управлением операционной системы Windows 2000, Windows XP или Windows Vista или Windows 7. Данная консоль предназначена для выполнения всех операций по настройке и администрированию системы и для работы сотрудников службы технической поддержки. Web-консоль функционирует под управлением Microsoft Internet Explorer, Mozilla Firefox, Netscape Navigator и Safari. Данный тип консоли предназначен как для работы сотрудников службы технической поддержки, так и для работы конечных пользователей по медленным каналам связи. Мобильная Web-консоль функционирует на карманных персональных компьютерах под управлением браузеров, поддерживающих HTML 4. Консоль WebDesk предназначена для работы сотрудников технической поддержки и реализована на базе Ruby.

## Перечень функциональных возможностей:[14][15]
LANDesk Service Desk представляет собой графическое приложение, позволяющее автоматизировать бизнес-процессы (от описания объектов процесса, до разработки/модернизации пользовательских интерфейсов и электронных моделей процессов, сбора аналитической информации и построения отчетности). Система включает в себя набор электронных моделей процессов и функциональных модулей, позволяющих автоматизировать работу службы технической поддержки: управление инцидентами (Incident Management), управление проблемами (Problem Management), управление изменениями (Change Management), управление каталогом услуг (Service Catalog Management), управление уровнем услуг (Service Level Management), управление конфигурациями и активами (Service Asset & Configuration Management), управление знаниями (Knowledge Management), управление запросами на обслуживание (Request Fulfillment Management), управление событиями (Event management), управление релизами и развертыванием (Release & Deployment Management), управление финансами (Financial Management), управление доступностью (Availability Management), управление мощностями (Capacity Management), управление портфелем услуг (Service Portfolio Management) и управление непрерывностью ИТ услуг (IT Service Continuity Management). К основным функциональным возможностям системы относятся:

### Реализация электронных моделей бизнес процессов
- редактор бизнес-объектов;[16]
- графический редактор пользовательских интерфейсов;
- графический редактор процессов;[17]
- редактор запросов/отчетов;
- модуль администрирования;
- поддержка графических электронных моделей бизнес процессов;
- поддержка вложенных схем бизнес-процессов;
- поддержка «жестких» и «адаптируемых» схем бизнес-процессов;
- поддержка обновлений и версий бизнес-процессов;
- поддержка реализуемыми процессами статусов, логических условий, автоматических и ручных действий, уведомлений, назначений исполнителей и автоматических эскалаций;

### Поддержка пользовательских консолей[18]
- полнофункциональная Win32 консоль;
- Web-консоль;
- Web-консоль для мобильных устройств;
- WebDesk-консоль для сотрудников технической поддержки;
- Web DashBoard — для оценки показателей эффективности процессов;

### Интеграция с внешними системами
- автоматизированный импорт данных из внешних систем Microsoft SQL Server, Oracle, LDAP каталогов и файлов данных CSV, XML;
- поддержка технологии единого входа посредством Microsoft Active directory и Novell Zen Works;
- экспорт данных во внешние форматы CSV, XML, PDF;
- запуск функций внешних приложений с подстановкой параметров командной строки на основе данных пользовательского интерфейса оператора системы;
- поддержка интеграции с внешней системой электронной почты по протоколам SMTP и IMAP;
- поддержка интеграции с автоматическими телефонными станциями, поддерживаемыми системой QGate Intelligy[19];
- поддержка интеграции с внешними системами инвентаризации/мониторинга/управления ИТ инфраструктурой LANDesk Management Suite, Microsoft SMS (2003), Microsoft System Center Configuration Manager (2007), Novell ZENworks (v7 и более ранние версии), Novell ZENworks CM (v10);
- поддержка интеграции с картами Google Maps[20].

### Поддержка процесса «Управление знаниями»[21][22]
- автоматическое и ручное размещение информации в базе знаний;
- поддержка структурирования, категоризации и разделения доступа к информации;
- поддержка полнотекстового поиска;
- поддержка «теневого поиска»;

### Поддержка процесса «Управление конфигурациями и активами»
- поддержка CMDB с неограниченным набором типов конфигурационных единиц и связей;
- поддержка средств импорта данных в CMDB из внешних источников;
- поддержка средств автоматического выстраивания связей между конфигурационными единицами;
- контроль версий конфигурационных единиц;
- поддержка этапов жизненного цикла конфигурационной единицы;
- средства графической визуализации CMDB;
- поддержка связей конфигурационных единиц c инцидентами, изменениями, проблемами, релизами, пользователями, группами и ролями.

### Поддержка процессов «Управление каталогом услуг», «Управление портфелем услуг» и «Управление уровнем услуг»
- возможность реализации каталога услуг на уровне конфигурационной базы;
- возможность построения многоуровневых каталогов услуг;
- привязка услуг к конфигурационным единицам, группам, ролям, пользователям;
- поддержка соглашений об уровне сервисов (SLA);
- поддержка операционных соглашений (OLA);
- поддержка контрактов с внешними поставщиками услуг (UC);
- автоматический контроль соблюдения сервисных контрактов всех типов;
- гибкие средства редактирования сервисных контрактов и правил их контроля;

### Поддержка процесса «Управление инцидентами»[23]
- возможность реализации сценариев «внешней» и «внутренней» технической поддержки;
- поддержка «централизованных» и «децентрализованных» служб регистрации заявок;
- поддержка нескольких адаптируемых схем обработки заявок;
- поддержка различных способов регистрации заявок;
- поддержка неограниченного количества уровней эскалации заявок;
- возможность классификации заявок по различным признакам;
- поддержка различных вариантов форм регистрации/обработки заявок;
- возможность назначения исполнителям заданий, обрабатываемых по отдельным схемам процессов;
- средства фильтрации, сортировки и поиска заявок;
- возможность привязки к заявке на устранение инцидента документов, вложенных файлов, комментариев, способов решения, ссылок на статьи в базе знаний, конфигурационных единиц и т. д.
- поддержка связей с инцидентами, проблемами, изменениями, релизами.

### Поддержка процессов «Управление изменениями» и «Управление релизами и развертыванием»
- возможность реализации различных схем обработки запросов на изменения и релизы;
- поддержка различных вариантов планов выполнения работ;
- поддержка запуска функций внешних систем (инсталляция программного обеспечения, удаленное управление и т. д.) для автоматизации изменений;
- поддержка средств автоматического прогнозирования последствий изменения;
- поддержка связей изменений с инцидентами, проблемами, релизами и конфигурационными единицами;

### Поддержка процесса «Управление проблемами»
- возможность реализации различных схем обработки запросов на устранение проблем;
- автоматизация процесса выявления проблем на основе анализа списков инцидентов;
- поддержка групповых операций по привязке инцидентов и изменений к зарегистрированной проблеме;
- поддержка средств классификации проблем;
- поддержка связей проблем с инцидентами, изменениями, релизами, другими проблемами и конфигурационными единицами;

### Средства анализа и отчетности
- поддержка встроенных и внешних средств построения/визуализации статистической отчетности;
- поддержка многоуровневой системы показателей эффективности процессов;